# Rhipidia pallatangae
Rhipidia pallatangae är en tvåvingeart som först beskrevs av Alexander 1929.  Rhipidia pallatangae ingår i släktet Rhipidia och familjen småharkrankar.
Artens utbredningsområde är Ecuador. Inga underarter finns listade i Catalogue of Life.